# Норвешка
Норвешка (норв.  или {{{3}}}), званично Краљевина Норвешка (норв. Kongeriket Norge или Kongeriket Noreg), држава је Нордијске регије северне Европе која обухвата западни део Скандинавског полуострва, као и острво Јан Мајен те арктичко острвље Свалбард. Ову земљу површине 385.207 квадратна километра настањује 5,2 милиона становника и једна је од најређе насељених држава на свету (најређе је насељена држава Европе). Главни град Норвешке је Осло. Највећи део земље граничи са Шведском на истоку, док најсевернија регија граничи с Финском на југу и Русијом на истоку. Дугачка разуђена норвешка обала дуж северног Атлантика и уз Баренцово море позната је по фјордовима, а сама територија државе има издужен облик. Крајњи југ од Данске раздваја мореуз Скагерак.
По завршетку Другог светског рата, Норвешка доживљава нагли привредни раст који је у прве две деценије отпочео индустријализацијом поморског саобраћаја и трговине, да би се од раних 1970-их наставио експлоатацијом великих налазишта нафте и природног гаса у Северном и Норвешком мору. Данас је Норвешка по БДП-у по глави становника шеста најбогатија држава, с највишим индексом хуманог развоја на свету. Пети је највећи извозник нафте, а нафтна индустрија отприлике заузима четвртину БДП-а. Током Велике рецесије (2007—2010), норвешка круна се показала једном од најстабилнијих светских валута.
Норвешка обилује нафтом, природним гасом, хидроенергијом, шумама и минералима, а 2006. је била други највећи извозник морских плодова (након Кине). Друге важне гране индустрије укључују транспорт, прераду хране, бродоградњу, металургију, хемијску индустрију, рударство те дрвну и папирну индустрију. Норвешка негује скандинавски друштвени модел с универзалном здравственом заштитом, субвенционисаним високим образовањем и опсежним системом друштвеног осигурања. Била је највише рангирана држава света по људском развојном индексу од 2001. до 2007. те поново од 2009. године до данас. Године 2007. је оцењена најмирољубивијом државом на свету према индексу глобалног мира.
По уређењу је уставна монархија и парламентарна демократија на челу с поглаваром краљем Харалдом V и премијерком Ерном Солберг. Унитарна је држава с административном поделом на два нивоа: окружном (fylker) и општинском (kommuner). Народ Сами ужива одређен степен самоуправе путем сопственог парламента над традиционално познатим територијима. Иако је норвешки народ двапут на референдумима одбио улазак своје државе у Европску унију, Норвешка уско сарађује са овом заједницом, земљама чланицама, као и са Сједињеним Државама. Такође је један од главних финансијских покровитеља ОУН (неретко учествује у мисијама, посебно у Авганистану, на Косову и у Судану) те земља-саоснивач ОУН, НАТО-а, Савета Европе и Нордијског савета, као и чланица ЕЕП, СТО и ОЕСР.

## Етимологија
Модерни етимолози верују да име земље значи „северни пут” (пут према северу), што се на старом северногерманском писало nor veg или norð vegr. На северногерманском Норвешка се звала Nóregr, на англосаксонском Norþ weg, а на средњовековном латинском Northvegia. Данашње име Краљевине Норвешке на норвешком букмолу гласи Kongeriket Norge а на наречју њорск Kongeriket Noreg. Оба се само у неколико слова разликују од оригиналног назива за „северни пут”: Nor(d)-(v)eg.

## Историја
Викинзи су два века пљачкали и палили Европу док нису прихватили хришћанство за време владавине Улава Тригвасона. Промене у краљевини трајале су као процес још неколико векова.
Норвешка је 1397. године ушла у Калмарску унију са Данском и у том савезу остала следећих 400 година. Године 1814, Норвежани су се одвојили од Данске и донели свој устав. Швеђани су тада окупирали Норвешку војном силом, али су ипак допустили да Норвешка задржи свој устав под условом да остане у унији под шведском круном. Национални осећаји бујали су у 19. веку а национални романтизам досегао врхунац 1905. године кад је Норвешка мирним путем, референдумом изборила независност. Иако је била неутрална током Првог светског рата, ипак је претрпела знатне губитке у морнарици и незапамћену привредну штету. Норвешка је јавно прогласила неутралност на самом почетку Другог светског рата, али је Нацистичка Немачка окупирала пуних пет година.
Политику неутралности напустила је 1949. године и приступила НАТО савезу.
Откриће нафте и гаса раних ’60-их година у норвешким територијалним водама потпуно је променило економску слику земље која је дотада била најсиромашнија скандинавска земља и спадала је у мање развијене земље Европе. На референдуму 1994. грађани Норвешке одбили су придруживање Европској унији. Данас им је главни задатак одржање највишег личног стандарда у Европи и планирање шта чинити кад се исцрпе резерве природних енергената. Током ’90-их, Норвешка је основала нафтни фонд с циљем да се скупи довољно средстава како би земља по нестанку нафте практично могла да живи од финансијских прихода. Вредност фонда је 2006. године премашила 200 милијарди долара.

## Географија

### Положај
Норвешка је смештена између 57—81° СГШ и 4—32° ИГД. Уједно се и најсевернија тачка Европе налази на норвешкој територији, врх острва Магереја односно рт Нуркин (Кнившелоден) у општини Нордкап (71° 11′ 8″ СГШ). Из наведених података се да приметити да је Норвешка веома дугачка (1.800 km) али релативно уска (80–450 km) држава. Овај велики хоризонтални распон утиче и на временске разлике унутар саме државе, те на дужину дана и ноћи током године која је веома неједнака. Ово најбоље показује податак да се на Нордкапу Сунчева светлост лети види кроз 76 дана.
Норвешка се простире дуж западне обале Скандинавског полуострва и граничи с Русијом (196 km), Финском (727 km) и Шведском (1.619 km), те Данском преко мореуза Скагерак. Окружује је поменути мореуз (који се налази између Норвешке, Шведске и Данске), Северно море, Норвешко море и Баренцово море. Под прекоморском територијалном управом државе налазе се и нека од арктичких острва, од којих су два најзначајнија Јан Мајен и Свалбард око ког се воде вишедеценијски спорови са Русијом. Има такође и три припадајуће антарктичке и субантарктичке зависне територије: острво Буве, острво Петар I и Земља краљице Мод која заузима 2,7×106 km². Јужни део земље се налази у северном умереном појасу, док се северни део налази у северној поларној регији.
Укупна површина државе износи 385.207 km². Без Свалбарда (61.022 km², 0,6473% вода) и без Јан Мајена (377 km², 1,5915% вода) укупна површина је 323.808 km², а копнена 304.125 km². Копно и глечери чине око 94% територије.

### Рељеф
Норвешка је претежно планинска земља с врло разуђеном обалом (најнеприступачнијом и најразуђенијом на свету) дужом од 25.000 km, укључујући фјордове и острва. Упоредно са разведеном морском обалом пружа се Скандинавско горје, и то од југозапада према североистоку, у дужини од 1.700 km, настало у раздобљу каледонског набирања (силур и девон) пре 450—500 милиона година. У унутрашњости је сачињено од пространих равњака (fjell или vidda) међусобно одељених дубоким долинама. С равњака се издижу планински врхови који су највиши на југу (Галхепиген, 2.469 m). Горје изнад висине од 1.000 m на северу, односно 1.300 m на југу, прекривено је ледењацима од којих је највећи норвешки глечер Јостедалсбрен (60 km дужине). Према обали горје се спушта стрмо, а према истоку постепено. На крајњем северу је ниски (300 m) и пусти плато Финмарксвида. Ниска јужна обала Норвешке разведена је ријасима, а западна и северозападна фјордовима, који се усецају дубоко у унутрашњост. Највећи норвешки и други најдужи фјорд на свету је Согнефјорд, дугачак 205 km и дубок до 1.308 m; Британац Луис Гордон (1969) препливао га је 2004. године (за 21 дан) и засада је једини човек који је то урадио.
За насељавање су повољнији крајеви удну фјорда, где у море утичу планинске реке. Уз западну и северозападну обалу протеже се низ од око 150.000 малих стеновитих острва (skjar), ледењачких хриди и некадашњих абразијских полица, које су доспеле под воду тек у последњим миленијумима, након повлачења великог леденог покрова; они сви заједно творе острвску ограду (skjargard). У јужном делу Норвешке су нижа брда са широким ледењачким долинама, које се отварају према пространијим равницама око Ослофјорда и на обали Скагерака, где је популацијски и привредни центар државе.

#### Геологија
Сама Норвешка се геолошки састоји од Балтичког штита и каледонског набраног горја. Балтички штит је грађен од гнајса, гранита и кристаличних шкриљеваца преткамбријумске старости. Снижен и уравњен пре палеозоика на површину избија само на југоистоку и североистоку земље. Највећи део прастаре основе прекривен је у палеозоику (камбријум—силур) седиментним стенама (кречњаци, пешчари, конгломерати), набраним за каледонске орогенезе. За алпске орогенезе у терцијару, каледониди су местимично разломљени и спуштени, а реке су на западу усекле дубоке долине. У плеистоцену Норвешка је била средиште глацијације, одакле се ледењаци спуштају на све стране, стварајући главне облике садашњег рељефа као што су ледењачке долине, фјордови и језерске завале. Због веома различите климе и рељефа, у Норвешкој има велики број различитих станишта, више него игде у Европи; постоји преко 60.000 различитих врста живих бића у Норвешкој (без бактерија и вируса). Мора која окружују Норвешку су такође веома богата живим светом.

### Воде
Речна мрежа Норвешке је веома густа. Реке се с планина сливају у фјордове и према југоистоку. Врло су кратке, великог пада, с мноштвом брзака и слапова; богате су водом. Због великог пада корита постоје услови за хидроенергетско искоришћавање. Реке које теку са западног пристранка Скандинавског масива врло су кратке и не залеђују се, а реке које са источног пристранка утичу у Скагерак дуже су и залеђене до четири месеца годишње. Токови слива Баренцовог мора залеђени су од пет до седам месеци годишње. Најдуже реке се налазе на југоистоку; најдужа је Глома (598 km), а иза ње Гудбрандсдалслеген (204 km). Око 4% површине Норвешке заузимају језера, која се налазе у долинама на југу и у планинама. Нека од њих су ледењачка, јер ледењаци прекривају око 4.600 km² површине Норвешке. Највећа су језеро Мјеса (362 km²) и језера Ресватн (219 km²). Хорниндалсватнет је најдубље језеро у Европи, дубоко 514 m.

### Тло, флора и фауна
Плодна тла у Норвешкој су ограничена на речне наплавине у дну долина и фјордова, те на сталне морене у јужном делу. У осталим деловима земље тла су каменита, а на пространим подручјима у планинама и на северу је гола стеновита површина. Само 2,28% тла је обрадиво.
Од вегетације, шуме прекривају око 27% површине Норвешке. У јужном делу и уз западну обалу земље преовлађују листопадне шуме у којима доминира храст лужњак (лат. Quercus robur), храст китњак (лат. Quercus petraea), обична бреза (лат. Betula pendula), маљава бреза (лат. Betula pubescens, бели јасен (лат. Fraxinus excelsior) и млеч (лат. Acer platanoides), док европска буква (лат. Fagus sylvatica) успева само на крајњем југу. У овим шумама живе велике грабежљиве животиње као што су вукови, медведи и рисови, али оне су дугогодишњим ловом готово истребљене. Листопадне шуме се пењу до висине 300–400 m, а над њима су густе црногоричне шуме четинара, међу којима преовладавају бели бор (Шаблон:Pinus sylvestris) и европска смрча (Шаблон:Picea abies). Горња граница шума на југу је на отприлике 1.100 m, а према северу се постепено спушта до висине 300–500 m. Према северу шуме се шире најдаље до 70 °CГШ, где се налази Национални парк „Стаббурсдален”.
Планине изнад 1.000 m и север земље већином су прекривени тундром и планинским рудинама. У прошлости Норвешка је имала пуно више површине прекривене шумама, али данас се због сеча и необнављања на местима где су некад биле шуме налазе баре и мочваре. Осим тога, Норвешке шуме угрожавају и киселе кише настале индустријским загађењем у суседним земљама. Шуме су за Норвешку веома важне, јер се од дрвета израђују рибарски чамци, граде куће, прави намештај и сл.; оно је важна сировина за многе индустрије, не само у шумовитим долинама, већ и у градовима. Осим шума, међу богатом и разноликом вегетацијом могу се издвојити европске боровнице (лат. Vaccinium myrtillus), бруснице (лат. Oxycoccus) и патуљаста жалосна бела мурва (лат. Morus alba pendula) чији су плодови скандинавска посластица.

### Клима
Клима Норвешке је због утицаја топле Голфске струје и западноатлантског океанског ветра много топлија од климе других крајева исте географске ширине; само је северни крај Норвешке под утицајем хладних маса поларног ваздуха, односно клима је тамо поларна (субарктичка). У унутрашњости клима је планинска, с нешто топлијим летима и оштрим, осетно хладнијим зимама; средње месечне температуре јануара су од −11 °C до −15 °C, апсолутни минимум износи −51 °C у Карашоку, а клима је ипак стабилнија од климе приморја. Приобални појас се одликује честим падавинама и ветром, уз нагле промене времена. Средња температура ваздуха креће се у јануару од −4 °C на северу до 2 °C на југу, а у јулу од 10 °C на северу до 17 °C на југу. Због топлотног утицаја Голфске струје море се уз обалу не залеђује. Највише преципитације с максимумом зими имају западни пристранци Скандинавског масива, и то од око 1.000 L/m² на северу до 3000 L/m² на југу. Североисточни и југоисточни делови земље имају најмање падавина, 600—700 L/m². Снежни покривач Норвешке траје око седам месеци годишње на северу, од девет до десет месеци на планинама, а од три до четири месеца на југоистоку.
У Ослу је средња месечна температура јануара −4,7 °C а јула 17,3 °C, са 740 L/m² падавина; у Бергену средња месечна температура јануара износи 1,5 °C а јула 15 °C, и има 1.958 L/m² падавина; у Трондхејму средња месечна температура за јануар је −3,8 °C а за јул 15 °C, са 3.870 L/m² падавина; у Тромсеу средња месечна температура за јануар је −3,5 °C а за јул 12,4 °C, са 3.994 L/m² падавина. Из наведених података да се закључити да температурне разлике између севера и југа нису велике, али су зато велике климатске разлике између приобалног појаса и унутрашњости земље.
Због високе географске ширине Норвешке, постоје велике сезонске промене дневног светла. Од краја маја до краја јула, сунце се никада у потпуности не спушта иза хоризонта у подручјима северно од Арктичког круга, а остатак земље има до 20 сати светла дневно. Насупрот овоме, од краја новембра до краја јануара, сунце се никад не диже изнад хоризонта на северу, а дневно светло врло кратко траје у остатку земље. Норвешка се назива и „Земља поларног сунца”.
| Клима за Осло [Универзитет у Ослу, кампус Блиндерн], 1961—1990 (Кепен: Dfb) | Клима за Осло [Универзитет у Ослу, кампус Блиндерн], 1961—1990 (Кепен: Dfb) | Клима за Осло [Универзитет у Ослу, кампус Блиндерн], 1961—1990 (Кепен: Dfb) | Клима за Осло [Универзитет у Ослу, кампус Блиндерн], 1961—1990 (Кепен: Dfb) | Клима за Осло [Универзитет у Ослу, кампус Блиндерн], 1961—1990 (Кепен: Dfb) | Клима за Осло [Универзитет у Ослу, кампус Блиндерн], 1961—1990 (Кепен: Dfb) | Клима за Осло [Универзитет у Ослу, кампус Блиндерн], 1961—1990 (Кепен: Dfb) | Клима за Осло [Универзитет у Ослу, кампус Блиндерн], 1961—1990 (Кепен: Dfb) | Клима за Осло [Универзитет у Ослу, кампус Блиндерн], 1961—1990 (Кепен: Dfb) | Клима за Осло [Универзитет у Ослу, кампус Блиндерн], 1961—1990 (Кепен: Dfb) | Клима за Осло [Универзитет у Ослу, кампус Блиндерн], 1961—1990 (Кепен: Dfb) | Клима за Осло [Универзитет у Ослу, кампус Блиндерн], 1961—1990 (Кепен: Dfb) | Клима за Осло [Универзитет у Ослу, кампус Блиндерн], 1961—1990 (Кепен: Dfb) | Клима за Осло [Универзитет у Ослу, кампус Блиндерн], 1961—1990 (Кепен: Dfb) |
| Показатељ \ Месец                                                           | .Јан.                                                                       | .Феб.                                                                       | .Мар.                                                                       | .Апр.                                                                       | .Мај.                                                                       | .Јун.                                                                       | .Јул.                                                                       | .Авг.                                                                       | .Сеп.                                                                       | .Окт.                                                                       | .Нов.                                                                       | .Дец.                                                                       | .Год.                                                                       |
| --------------------------------------------------------------------------- | --------------------------------------------------------------------------- | --------------------------------------------------------------------------- | --------------------------------------------------------------------------- | --------------------------------------------------------------------------- | --------------------------------------------------------------------------- | --------------------------------------------------------------------------- | --------------------------------------------------------------------------- | --------------------------------------------------------------------------- | --------------------------------------------------------------------------- | --------------------------------------------------------------------------- | --------------------------------------------------------------------------- | --------------------------------------------------------------------------- | --------------------------------------------------------------------------- |
| Апсолутни максимум, °C (°F)                                                 | 12,5 (54,5)                                                                 | 12,8 (55)                                                                   | 17,0 (62,6)                                                                 | 21,8 (71,2)                                                                 | 27,7 (81,9)                                                                 | 32,2 (90)                                                                   | 30,5 (86,9)                                                                 | 34,2 (93,6)                                                                 | 24,9 (76,8)                                                                 | 21,0 (69,8)                                                                 | 14,4 (57,9)                                                                 | 12,4 (54,3)                                                                 | 34,2 (93,6)                                                                 |
| Максимум, °C (°F)                                                           | −1,8 (28,8)                                                                 | −0,9 (30,4)                                                                 | 3,5 (38,3)                                                                  | 9,1 (48,4)                                                                  | 15,8 (60,4)                                                                 | 20,4 (68,7)                                                                 | 21,5 (70,7)                                                                 | 20,1 (68,2)                                                                 | 15,1 (59,2)                                                                 | 9,3 (48,7)                                                                  | 3,2 (37,8)                                                                  | −0,5 (31,1)                                                                 | 9,57 (49,22)                                                                |
| Просек, °C (°F)                                                             | −4,3 (24,3)                                                                 | −4,0 (24,8)                                                                 | −0,2 (31,6)                                                                 | 4,5 (40,1)                                                                  | 10,8 (51,4)                                                                 | 15,2 (59,4)                                                                 | 16,4 (61,5)                                                                 | 15,2 (59,4)                                                                 | 10,8 (51,4)                                                                 | 6,3 (43,3)                                                                  | 0,7 (33,3)                                                                  | −3,1 (26,4)                                                                 | 5,69 (42,24)                                                                |
| Минимум, °C (°F)                                                            | −6,8 (19,8)                                                                 | −6,8 (19,8)                                                                 | −3,3 (26,1)                                                                 | 0,8 (33,4)                                                                  | 6,5 (43,7)                                                                  | 10,6 (51,1)                                                                 | 12,2 (54)                                                                   | 11,3 (52,3)                                                                 | 7,5 (45,5)                                                                  | 3,8 (38,8)                                                                  | −1,5 (29,3)                                                                 | −5,6 (21,9)                                                                 | 2,39 (36,31)                                                                |
| Апсолутни минимум, °C (°F)                                                  | −24,3 (−11,7)                                                               | −24,9 (−12,8)                                                               | −20,2 (−4,4)                                                                | −9,8 (14,4)                                                                 | −2,7 (27,1)                                                                 | 1,4 (34,5)                                                                  | 5,0 (41)                                                                    | 3,7 (38,7)                                                                  | −2,0 (28,4)                                                                 | −7,4 (18,7)                                                                 | −16,0 (3,2)                                                                 | −20,8 (−5,4)                                                                | −24,9 (−12,8)                                                               |
| Количина падавина, mm (in)                                                  | 49 (1,93)                                                                   | 36 (1,42)                                                                   | 47 (1,85)                                                                   | 41 (1,61)                                                                   | 53 (2,09)                                                                   | 65 (2,56)                                                                   | 81 (3,19)                                                                   | 89 (3,5)                                                                    | 90 (3,54)                                                                   | 84 (3,31)                                                                   | 73 (2,87)                                                                   | 55 (2,17)                                                                   | 763 (30,04)                                                                 |
| Дани са падавинама                                                          | 6                                                                           | 4                                                                           | 6                                                                           | 5                                                                           | 5                                                                           | 7                                                                           | 7                                                                           | 8                                                                           | 7                                                                           | 8                                                                           | 8                                                                           | 6                                                                           | 77                                                                          |
| Сунчани сати — месечни просек                                               | 40                                                                          | 76                                                                          | 126                                                                         | 178                                                                         | 220                                                                         | 250                                                                         | 246                                                                         | 216                                                                         | 144                                                                         | 86                                                                          | 51                                                                          | 35                                                                          | 1.668                                                                       |
| Извор #1: Норвешки метеоролошки институт                                    |                                                                             |                                                                             |                                                                             |                                                                             |                                                                             |                                                                             |                                                                             |                                                                             |                                                                             |                                                                             |                                                                             |                                                                             |                                                                             |
| Извор #2: Met.no (преципитација > 3 mm)                                     |                                                                             |                                                                             |                                                                             |                                                                             |                                                                             |                                                                             |                                                                             |                                                                             |                                                                             |                                                                             |                                                                             |                                                                             |                                                                             |

| Клима за Берген, 1961—1990 (Кепен: Cfb)                                                               | Клима за Берген, 1961—1990 (Кепен: Cfb) | Клима за Берген, 1961—1990 (Кепен: Cfb) | Клима за Берген, 1961—1990 (Кепен: Cfb) | Клима за Берген, 1961—1990 (Кепен: Cfb) | Клима за Берген, 1961—1990 (Кепен: Cfb) | Клима за Берген, 1961—1990 (Кепен: Cfb) | Клима за Берген, 1961—1990 (Кепен: Cfb) | Клима за Берген, 1961—1990 (Кепен: Cfb) | Клима за Берген, 1961—1990 (Кепен: Cfb) | Клима за Берген, 1961—1990 (Кепен: Cfb) | Клима за Берген, 1961—1990 (Кепен: Cfb) | Клима за Берген, 1961—1990 (Кепен: Cfb) | Клима за Берген, 1961—1990 (Кепен: Cfb) |
| Показатељ \ Месец                                                                                     | .Јан.                                   | .Феб.                                   | .Мар.                                   | .Апр.                                   | .Мај.                                   | .Јун.                                   | .Јул.                                   | .Авг.                                   | .Сеп.                                   | .Окт.                                   | .Нов.                                   | .Дец.                                   | .Год.                                   |
| --- | --------------------------------------- | --------------------------------------- | --------------------------------------- | --------------------------------------- | --------------------------------------- | --------------------------------------- | --------------------------------------- | --------------------------------------- | --------------------------------------- | --------------------------------------- | --------------------------------------- | --------------------------------------- | --------------------------------------- |
| Апсолутни максимум, °C (°F)                                                                           | 16,9 (62,4)                             | 13,2 (55,8)                             | 17,2 (63)                               | 22,5 (72,5)                             | 27,6 (81,7)                             | 29,9 (85,8)                             | 31,8 (89,2)                             | 31,0 (87,8)                             | 27,1 (80,8)                             | 23,1 (73,6)                             | 17,9 (64,2)                             | 13,9 (57)                               | 31,8 (89,2)                             |
| Максимум, °C (°F)                                                                                     | 4,4 (39,9)                              | 4,8 (40,6)                              | 7,1 (44,8)                              | 11,5 (52,7)                             | 14,9 (58,8)                             | 18,0 (64,4)                             | 20,7 (69,3)                             | 19,4 (66,9)                             | 15,9 (60,6)                             | 12,2 (54)                               | 8,2 (46,8)                              | 4,9 (40,8)                              | 11,83 (53,3)                            |
| Просек, °C (°F)                                                                                       | 2,2 (36)                                | 2,1 (35,8)                              | 3,8 (38,8)                              | 7,4 (45,3)                              | 10,6 (51,1)                             | 13,5 (56,3)                             | 16,4 (61,5)                             | 15,3 (59,5)                             | 12,5 (54,5)                             | 9,1 (48,4)                              | 5,7 (42,3)                              | 2,7 (36,9)                              | 8,44 (47,2)                             |
| Минимум, °C (°F)                                                                                      | 0,1 (32,2)                              | −0,1 (31,8)                             | 1,1 (34)                                | 4,0 (39,2)                              | 6,9 (44,4)                              | 9,9 (49,8)                              | 13,2 (55,8)                             | 12,4 (54,3)                             | 9,9 (49,8)                              | 6,5 (43,7)                              | 3,6 (38,5)                              | 0,5 (32,9)                              | 5,67 (42,2)                             |
| Апсолутни минимум, °C (°F)                                                                            | −16,3 (2,7)                             | −13,4 (7,9)                             | −11,3 (11,7)                            | −5,5 (22,1)                             | −0,1 (31,8)                             | 0,8 (33,4)                              | 2,5 (36,5)                              | 2,5 (36,5)                              | 0,0 (32)                                | −5,5 (22,1)                             | −10,0 (14)                              | −13,0 (8,6)                             | −16,3 (2,7)                             |
| Количина падавина, mm (in)                                                                            | 190 (7,48)                              | 152 (5,98)                              | 170 (6,69)                              | 114 (4,49)                              | 106 (4,17)                              | 132 (5,2)                               | 148 (5,83)                              | 190 (7,48)                              | 283 (11,14)                             | 271 (10,67)                             | 259 (10,2)                              | 235 (9,25)                              | 2,250 (88,58)                           |
| Дани са кишом (≥ 1 mm)                                                                                | 20                                      | 15                                      | 17                                      | 13                                      | 14                                      | 11                                      | 15                                      | 17                                      | 20                                      | 22                                      | 17                                      | 21                                      | 202                                     |
| Релативна влажност, %                                                                                 | 78                                      | 76                                      | 73                                      | 72                                      | 72                                      | 76                                      | 77                                      | 78                                      | 79                                      | 79                                      | 78                                      | 79                                      | 76,4                                    |
| Сунчани сати — месечни просек                                                                         | 19                                      | 56                                      | 94                                      | 147                                     | 186                                     | 189                                     | 167                                     | 144                                     | 86                                      | 60                                      | 27                                      | 12                                      | 1.187                                   |
| Извор #1: Норвешки метеоролошки институт (макс. и мин. температуре), NOAA (све остало, осим екстрема) |                                         |                                         |                                         |                                         |                                         |                                         |                                         |                                         |                                         |                                         |                                         |                                         |                                         |
| Извор #2: Voodooskies.com (есктреми)                                                                  |                                         |                                         |                                         |                                         |                                         |                                         |                                         |                                         |                                         |                                         |                                         |                                         |                                         |

| Клима за Бренејсун, 1960—1990 (Кепен: Cfc) | Клима за Бренејсун, 1960—1990 (Кепен: Cfc) | Клима за Бренејсун, 1960—1990 (Кепен: Cfc) | Клима за Бренејсун, 1960—1990 (Кепен: Cfc) | Клима за Бренејсун, 1960—1990 (Кепен: Cfc) | Клима за Бренејсун, 1960—1990 (Кепен: Cfc) | Клима за Бренејсун, 1960—1990 (Кепен: Cfc) | Клима за Бренејсун, 1960—1990 (Кепен: Cfc) | Клима за Бренејсун, 1960—1990 (Кепен: Cfc) | Клима за Бренејсун, 1960—1990 (Кепен: Cfc) | Клима за Бренејсун, 1960—1990 (Кепен: Cfc) | Клима за Бренејсун, 1960—1990 (Кепен: Cfc) | Клима за Бренејсун, 1960—1990 (Кепен: Cfc) | Клима за Бренејсун, 1960—1990 (Кепен: Cfc) |
| Показатељ \ Месец                          | .Јан.                                      | .Феб.                                      | .Мар.                                      | .Апр.                                      | .Мај.                                      | .Јун.                                      | .Јул.                                      | .Авг.                                      | .Сеп.                                      | .Окт.                                      | .Нов.                                      | .Дец.                                      | .Год.                                      |
| ------------------------------------------ | ------------------------------------------ | ------------------------------------------ | ------------------------------------------ | ------------------------------------------ | ------------------------------------------ | ------------------------------------------ | ------------------------------------------ | ------------------------------------------ | ------------------------------------------ | ------------------------------------------ | ------------------------------------------ | ------------------------------------------ | ------------------------------------------ |
| Просек, °C (°F)                            | −1,1 (30)                                  | −0,6 (30,9)                                | 0,9 (33,6)                                 | 3,7 (38,7)                                 | 8,4 (47,1)                                 | 11,2 (52,2)                                | 13,1 (55,6)                                | 13,0 (55,4)                                | 9,8 (49,6)                                 | 6,6 (43,9)                                 | 2,2 (36)                                   | −0,1 (31,8)                                | 5,6 (42,1)                                 |
| Количина падавина, mm (in)                 | 138 (5,43)                                 | 102 (4,02)                                 | 114 (4,49)                                 | 97 (3,82)                                  | 66 (2,6)                                   | 83 (3,27)                                  | 123 (4,84)                                 | 113 (4,45)                                 | 180 (7,09)                                 | 192 (7,56)                                 | 145 (5,71)                                 | 157 (6,18)                                 | 1,510 (59,45)                              |
| Извор: Норвешки метеоролошки институт      |                                            |                                            |                                            |                                            |                                            |                                            |                                            |                                            |                                            |                                            |                                            |                                            |                                            |

| Клима за Рену [Хаугедален], 1961—1990 (Кепен: Dfc) | Клима за Рену [Хаугедален], 1961—1990 (Кепен: Dfc) | Клима за Рену [Хаугедален], 1961—1990 (Кепен: Dfc) | Клима за Рену [Хаугедален], 1961—1990 (Кепен: Dfc) | Клима за Рену [Хаугедален], 1961—1990 (Кепен: Dfc) | Клима за Рену [Хаугедален], 1961—1990 (Кепен: Dfc) | Клима за Рену [Хаугедален], 1961—1990 (Кепен: Dfc) | Клима за Рену [Хаугедален], 1961—1990 (Кепен: Dfc) | Клима за Рену [Хаугедален], 1961—1990 (Кепен: Dfc) | Клима за Рену [Хаугедален], 1961—1990 (Кепен: Dfc) | Клима за Рену [Хаугедален], 1961—1990 (Кепен: Dfc) | Клима за Рену [Хаугедален], 1961—1990 (Кепен: Dfc) | Клима за Рену [Хаугедален], 1961—1990 (Кепен: Dfc) | Клима за Рену [Хаугедален], 1961—1990 (Кепен: Dfc) |
| Показатељ \ Месец                                  | .Јан.                                              | .Феб.                                              | .Мар.                                              | .Апр.                                              | .Мај.                                              | .Јун.                                              | .Јул.                                              | .Авг.                                              | .Сеп.                                              | .Окт.                                              | .Нов.                                              | .Дец.                                              | .Год.                                              |
| -------------------------------------------------- | -------------------------------------------------- | -------------------------------------------------- | -------------------------------------------------- | -------------------------------------------------- | -------------------------------------------------- | -------------------------------------------------- | -------------------------------------------------- | -------------------------------------------------- | -------------------------------------------------- | -------------------------------------------------- | -------------------------------------------------- | -------------------------------------------------- | -------------------------------------------------- |
| Максимум, °C (°F)                                  | −7,1 (19,2)                                        | −4,4 (24,1)                                        | 2,4 (36,3)                                         | 7,8 (46)                                           | 15,2 (59,4)                                        | 20,2 (68,4)                                        | 20,9 (69,6)                                        | 18,9 (66)                                          | 13,3 (55,9)                                        | 6,6 (43,9)                                         | −1,0 (30,2)                                        | −5,7 (21,7)                                        | 7,26 (45,06)                                       |
| Просек, °C (°F)                                    | −11,2 (11,8)                                       | −9,6 (14,7)                                        | −3,7 (25,3)                                        | 1,7 (35,1)                                         | 8,2 (46,8)                                         | 13,2 (55,8)                                        | 14,4 (57,9)                                        | 12,5 (54,5)                                        | 7,7 (45,9)                                         | 2,9 (37,2)                                         | −4,3 (24,3)                                        | −9,3 (15,3)                                        | 1,88 (35,38)                                       |
| Минимум, °C (°F)                                   | −15,6 (3,9)                                        | −14,6 (5,7)                                        | −9,6 (14,7)                                        | −4,0 (24,8)                                        | 1,0 (33,8)                                         | 5,9 (42,6)                                         | 7,6 (45,7)                                         | 6,3 (43,3)                                         | 2,9 (37,2)                                         | −0,6 (30,9)                                        | −7,7 (18,1)                                        | −13,4 (7,9)                                        | −3,48 (25,72)                                      |
| Количина падавина, mm (in)                         | 50 (1,97)                                          | 38 (1,5)                                           | 40 (1,57)                                          | 42 (1,65)                                          | 62 (2,44)                                          | 78 (3,07)                                          | 90 (3,54)                                          | 79 (3,11)                                          | 85 (3,35)                                          | 80 (3,15)                                          | 67 (2,64)                                          | 55 (2,17)                                          | 766 (30,16)                                        |
| Извор: Норвешки метеоролошки институт              |                                                    |                                                    |                                                    |                                                    |                                                    |                                                    |                                                    |                                                    |                                                    |                                                    |                                                    |                                                    |                                                    |

### Околина
Широм Норвешке наилази се на запањујући и драматичан околиш и крајолик. Западна обала јужне Норвешке и обала северне Норвешке представљају неке од визуелно најимпресивнијих обалних предела на свету. Национална географија је уврстила норвешке фјордове међу највеће светске атракције. Норвешка се такође назива и „Земља хиљаду фјордова”, због ових својих бројних уских дубоких залива стрмих обала.
Кад је реч о томе колико је политика учинила за заштиту животне средине, према индексу еколошке ефективности Норвешка је 2008. године била на другом месту, одмах иза Швајцарске; године 2012. је била трећа, а 2016. тек седамнаеста.

### Галдхопиген
Галдхопиген је највиши планински врх у Норвешкој, Скандинавији и Северној Европи, на 2,469 m (8,10 ft) надморске висине. Налази се у општини Лом (у Оппланду), у планинском подручју Јотунхеимен.
Галдхопиген је раније био оспораван као највиши планински врх у Норвешкој у корист Глитертинда јер су нека мерења показала да је Глитертинд нешто већи, укључујући и глечер на свом врху. Овај глечер се, међутим, смањио последњих година, а Глиттертинд је сада висок само 2464 м, укључујући и глечер. Стога је спор решен у корист Галдхøпигген-а.
На врху је изграђена мала колиба, у љетним месецима се овде продају безалкохолна пића, чоколадице, разгледнице и остали предмети. Раније је Норвешка пошта имала малу поштанску филијалу - највишу у Сјеверној Европи.

## Политика
По Уставу донесеном 17. маја 1814. године (надахнут је Декларацијом о независности Сједињених Америчких Држава, као и Француском револуционарном декларацијом), с амандманима 1906. и још после више од 50 пута, Норвешка је унитарна уставна монархија с парламентарним системом власти, где је краљ најважнија особа у држави (наследна монархија по мушким потомцима династије Олденбург, а од 1990. престоље се наслеђује и по женској линији), а премијер у Влади. Од 17. јануара 1991. године на престољу је краљ Харалд V, из краљевске куће Шлезвиг-Холштајн—Сондербург—Гликсберг, први норвешки краљ који је рођен у Норвешкој још од 14. века.
Власт је подељена на законодавни, извршни и судски огранак, како је дефинисано Уставом као највишим документом земље. Монарх службено задржава извршну власт; међутим, након увођења парламентарног система власти, дужности монарха постале су строго репрезентативне и церемонијалне, као што је формално именовање и разрешавање председника Владе и других министара извршне власти. У складу с тим, монарх је врховни заповедник Норвешких оружаних снага, врховни ауторитет Норвешке цркве и службено представља земљу у иностранству, те представља симбол јединства. Има право суспензивног вета на законске предлоге усвојене у Парламенту, али ако их Парламент квалификованом већином поновно усвоји краљ их може санкционисати. Он именује председника владе и министре, те друге високе државне службенике, с тим да предложена влада мора добити већинску подршку у Парламенту. Ако краљ нема мушког потомства може Парламенту предложити свог будућег наследника, али то не обавезује Парламент који одлуку доноси према слободној процени.

### Парламент
Парламент (норв. Stortinget) обавља законодавну власт. Има 169 чланова (2013), али овај број се мења за 4 до 13 чланова зависно од броја бирача. Парламент се бира на 4 године, а бирају га грађани с навршених 18 година живота — на општим, непосредним и тајним изборима, по пропорционалном систему у 19 изборних округа. За активно бирачко право предвиђен је боравишни цензус од 5 година, а за пасивно од 10 година. Новоизабрани Парламент заседа у тачно одређено време, без икаквог утицаја краља или Владе. На првом заседању новоизабрани Парламент бира једну четвртину свог чланства за чланове Горњег дома (Lagting), а преостале три четвртине чини Доњи дом (Odelsting). Парламент, Горњи дом и Доњи дом бирају свог председника. Домови су у начелу равноправни, с тим што право законодавне иницијативе има искључиво Доњи дом. О закону се прво расправља у Доњем дому, а затим у Горњем дому. У случају несагласности домова, о предлогу закона одлучује се двотрећинском већином на заједничкој седници. Прихваћене законе мора прихватити и краљ; ако одбије исти му парламент не може још једном предложити тај закон, али његова сагласност није више потребна ако закон поново донесе следећи изабрани парламент. На заједничким седницама решавају се и финансијска и важна политичка питања. Двотрећинска већина парламента је потребна и у поступку промене Устава.
Народ Сами има донекле право на самоодређење и утицај над својим традиционалним територијима, и то путем свог Парламента и Финског закона (Finnmarksloven).

### Влада
Влада (норв. Regjering) обавља извршну власт. Саставља је вођа странке, односно коалиције странака с већином гласова на парламентарним изборима; уз министра премијера има још најмање 7 чланова, а за свој рад је одговорна Парламенту. Положај премијера, најважније особе у Норвешкој влади, јест да је заступник у Парламенту, може да добије поверење већине у Парламенту; обично је тренутачни вођа најјаче политичке странке, односно коалиције странака, будући да једна странка обично нема довољну подршку да сама формира Владу. Међутим, Норвешком су често владале странке које су имале мањину у Парламенту. Тренутно је премијер Ерна Солберг, која је на том положају од 16. октобра 2013. године.

### Судска власт
Врховни суд (норв. Høyesterett), 5 апелационих судова (appellrett/ankedomstoler) и котарски судови (tingrettene) обављају судску власт. Заједничка седница судија Врховног суда и чланова Горњег дома има својства Уставног суда (Riksrett), који суди министрима, члановима Врховног суда и заступницима у Парламенту. Одлуку о покретању поступка доноси Доњи дом. Изван редовног судства делују мировни судови (fredsdomstoler), који постоје у свакој општини. Године 1962. установљен је Омбудсман (Ombudsmann), који надзире рад тела управе; именује га Парламент.

### Окрузи
Норвешка је подељена на 15 административних регија (кантона) названих ’окрузима’ (норв. fylker), два града, те 357 градских и сеоских општина. Општине имају своја изабрана локална већа и извршне одборе. Национални празник је Дан Устава, који се обележава 17. маја. Државну химну Ja, vi elsker dette landet (срп. Да, ми волимо ову земљу) написао је 1859. године норвешки књижевник нобеловац Бјернстјерне Бјернсон (1832—1910), а компоновао 1865. композитор норвешког националног израза Рикард Нордрак (1842—1866).
Окрузима управљају непосредно изабране окружне скупштине, које бирају префекта. Осим тога, краљ и Влада заступљени су у сваком округу путем ’гувернера округа’ (норв. fylkesmann), који делује као префект. На овај начин Влада је директно заступљена на локалном нивоу путем префектових уреда. Окрузи су додатно подељени на другом нивоу на 426 општина (норв. kommuner), којима управљају директно изабрана општинска већа на чијем је челу градоначелник или начелник и мали извршни кабинет. Главни град Осло сматра се и округом и општином.
Норвешка има у свом саставу и две прекоморске интегралне територије: Јан Мајен и Свалбард. Постоје и три антарктичке и субантарктичке колоније: острво Буве, острво Петар I и Земља краљице Мод. Статусом града има и 96 насеља; у већини случајева границе града подударају се с границама општина, а општине норвешких градова често обухватају велика неизграђена подручја (на пример, општина града Осло обухвата подручја великих шума смештених северно и југоисточно од града, а више од половине општине града Бергена су планине).
| Nr | Округ (fylke) 2024 | Административни центар |
| -- | ------------------ | ---------------------- |
| 3  | Осло               | Осло                   |
| 11 | Рогаланд           | Ставангер              |
| 15 | Мере ог Ромсдал    | Молде                  |
| 18 | Нордланд           | Боде                   |
| 31 | Østfold            | Сарпсборг              |
| 32 | Akershus           | Осло                   |
| 33 | Buskerud           | Драмен                 |
| 34 | Иннландет          | Хамар                  |
| 39 | Вестфолд           | Тенсберг               |
| 40 | Телемарк           | Шијен                  |
| 42 | Агдер              | Кристијансанд          |
| 46 | Вестланд           | Берген                 |
| 50 | Тренделаг          | Стејнћер               |
| 55 | Тромс              | Тромсе                 |
| 56 | Финмарк            | Вадсе                  |

| Округ (fylke) 2017                    | Административни центар | Најнасељенија општина | Регион           |
| ------------------------------------- | ---------------------- | --------------------- | ---------------- |
| Естфолд                               | Сарпсборг              | Фредерикстад          | Источна Норвешка |
| Акерсхус                              | Осло                   | Берум                 | Источна Норвешка |
| Осло                                  | Град Осло              | Осло                  | Источна Норвешка |
| Хедмарк                               | Хамар                  | Рингсакер             | Источна Норвешка |
| Опланд                                | Лилехамер              | Јевик                 | Источна Норвешка |
| Бускеруд                              | Драмен                 | Драмен                | Источна Норвешка |
| Вестфолд                              | Тенсберг               | Сандефјорд            | Источна Норвешка |
| Телемарк                              | Шијен                  | Шијен                 | Источна Норвешка |
| Источни Агдер                         | Арендал                | Арендал               | Јужна Норвешка   |
| Западни Агдер                         | Кристијансанд          | Кристијансанд         | Јужна Норвешка   |
| Рогаланд                              | Ставангер              | Ставангер             | Западна Норвешка |
| Хордаланд                             | Берген                 | Берген                | Западна Норвешка |
| Согн ог Фјордане                      | Лејкангер              | Ферде                 | Западна Норвешка |
| Мере ог Ромсдал                       | Молде                  | Олесунд               | Западна Норвешка |
| Јужни Тренделаг                       | Трондхејм              | Трондхејм             | Тренделаг        |
| Северни Тренделаг                     | Стејнћер               | Стјердал              | Тренделаг        |
| Нордланд                              | Боде                   | Боде                  | Северна Норвешка |
| Тромс                                 | Тромсе                 | Тромсе                | Северна Норвешка |
| Финмарк                               | Вадсе                  | Алта                  | Северна Норвешка |
| Свалбард (неинкорпорисана територија) | Лонгјирбијен           | Лонгјирбијен          | Северна Норвешка |

### Геополитика
Непостојање граничних и територијалних спорова у регији погодовало је настанку норвешке државности (1905). Норвешко-шведска граница одређена је 1826. у заједничкој државној унији. Након развргнућа уније 1905. године, успостављена је демилитаризована зона дуж заједничке границе ради избегавања могућих сукоба. Зона је била широка око 14,5 km на свакој страни, а споразумно је укинута 1993. године. Норвешко-руска граница је одређена 1829. године, а иста 1918. постаје норвешко-финском границом. Руским освајањем северног финског коридора око Петсама успостављена је стара норвешко-руска граница (1944), која је уз мање корекције потврђена новим споразумом 1947. године. Геополитичкој стабилности Норвешке доприносио је и положај на северозападном рубу Европе. Иако је и Норвешка била изложена британско-немачко-руском притиску, била је ипак изван главне зоне сукобљавања европских сила.
Геостратешка функција Норвешке манифестовала се током немачке окупације у Другом светском рату, а након тога наново се вреднује кроз чланство у НАТО-у од 1949. године. Територијална издуженост Норвешке од око 1.800 km (Скагерак — Северни рт) чини је окосницом атлантске Скандинавије. Акваторија уз северне и јужне обале Норвешке транзитна су мора руске флоте према Атлантику. Заједно с Данском, Норвешка омогућује НАТО-у надзор морског пролаза Скагерак, а преко норвешке области Финмарк остварује се контрола руског стратешког комплекса на полуострву Кола. Норвешко-руска граница дуга 167 km једина је граница НАТО-а и Русије у Европи, што је током Хладног рата условило њену геополитичку осетљивост.
У северним областима Норвешке (Финмарк, Тромс, Нордланд) смештене су базе и службе НАТО-а важне за контролу поморског правца између Исланда и норвешке обале. Осим геостратешке важности за НАТО, северна Норвешка има и транзитну важност за Шведску због извора железне руде преко најпрометније норвешке луке Нарвик. Јужни део Норвешке има повољнију климу и највише обрадивог тла у земљи. Ту је државна привредна регија језгра, те луке Берген, Ставангер и Кристијансанд, из којих су најкраће поморске везе према западној Европи. Подморје Северног мора испред јужне Норвешке привредни је значајно због лежишта нафте. По производњи нафте Норвешка је водећа западноевропска држава.
Због риболова и производње нафте, те због надрегионалне транзитне функције акваторија и зависности државне привреде о поморском саобраћају, маритимна компонента норвешке геополитичке стабилности је међу најважнијима. Поморска оријентација потицала је Норвешку на споразумно одређивање морских граница у регији, те око норвешких прекоморских поседа. Преостали су спорови око Свалбардског архипелага, где је 1994. дошло и до оружаног сукоба Норвешке обалне страже с исландским риболовцима.

### Међународни односи
Норвешка има амбасаде у 84 земље (плус 344 конзулата у 125 земаља, те једно представништво у Палестини). С друге стране, 69 земаља има амбасаде у Норвешкој које су све смештене у престоници Ослу (плус 209 конзулата 73 земље, те по једно представништво Палестине и Тајвана).
Норвешка је једна од земаља оснивачица Организације уједињених нација (ОУН), Организације Северноатлантског споразума (НАТО) и Савета Европе, као и Европске асоцијације за слободну трговину (ЕАСТ), Светске трговинске организације (СТО) и Организације за економску сарадњу и развој (ОЕСР).
Скандинавија традиционално више оклева по питању процеса европских интеграција него остале европске земље које нису у Европској унији. Норвешка није следила суседне нордијске земље кад су давале молбе за приступ Европској заједници 1962, 1967. и 1992. године. Данска, Шведска и Финска су постале чланице, а норвешки народ је одбио приступне преговоре из 1972. и 1992. године. Након пропалог референдума 1994. године, Норвешка је задржала своје чланство у Европском економском простору (ЕЕП), што је био договор који се сматрао предусловом за земље које је 1995. године требало да приступе Европској заједници. Овиме је Норвешкој настављено осигуравање приступа међународном тржишту Уније, под условом да имплементира оне делове законодавства Уније који се сматрају релевантним за унутрашње тржиште (отприлике седам хиљада од 2010).
Неколико норвешких влада је од 1994. затражило суделовање Норвешке у неким аспектима ЕУ, који сарадњом надилазе одредбе споразума ЕЕП. Норвешкој је допуштена сарадња без могућности гласања, на пример у Заједничкој сигурносној и одбрамбеној политици, Шенгенском споразуму, Европској агенцији за одбрану, као и у 19 одвојених програма.
Иако су на два референдума одбили чланство у Европској унији, Норвежани су задржали блиске везе са ЕУ и њеним земљама чланицама, као и са САД. Норвешка је остала једна од земаља које највише финансијски доприносе Уједињеним нацијама и суделује са УН снагама у међународним мировним мисијама, а најзначајније су оне у Авганистану (ИСАФ, НТМ—А), на Косову (КФОР) и у Судану (АМИС ЕУ).

### Војска
Норвешке оружане снаге (норв. Forsvaret — „Одбрана”) основане 1905. године тренутно броје око 16.048 активних чланова, укључујући 4.587 цивилних запосленика; број се готово преполовио током последње деценије. Према садашњим плановима мобилизације, снага током пуне мобилизације је отприлике 80.000 војно способних људи. Норвешка има обавезан војни рок за мушкарце (6—12 месеци обуке) и добровољно служење војске за жене. Оружане снаге су подређене Министарству одбране (норв. Forsvarsdepartementet) и главном заповеднику, краљу Харалду V.
Норвешка војска (норв. Hæren) подељена је на родове: војска, краљевска морнарица, краљевске ваздушне снаге и резервне снаге добровољаца. Норвешка је била једна од оснивачица војног савеза НАТО, 4. априла 1949. године. Данас суделује у Међународним снагама за сигурносну помоћ (ИСАФ) у Авганистану, Ираку, Малију и Јужном Судану. Осим овога, Норвешка је суделовала и у неколико мисија у склопу Уједињених нација, НАТО-а и Заједничке сигурносне и одбрамбене политике Европске уније.

## Становништво
Норвешка има 5.384.576 становника (процена 2020) односно 5.214.890 (попис 2015). Просечна густина насељености је 14 ст./km², по чему је Норвешка друга најређе насељена европска држава (први је Исланд са 3 ст./km²). Просечна старост становника је 39,3 година; очекивана доб за мушкарце је 80,6 година, а за жене 84,2 године (2017). Више од 80% становништва живи на обали или у њеној близини, пре свега у широј околини Осла (30% становника), на јужној и југозападној обали, те у Трондхејмфјорду. Својствено је сезонско пресељење из градова у викендице, којих има око 300.000.
Главни и највећи град Осло броји 1.000.467 становника (2018). Осталих девет највећих градова има више од 50.000 становника и то су: Берген (255.464), Ставангер/Санднес (222.697), Трондхејм (183.378), Драмен (117.510), Фредрикстаг/Сарпсборг (111.267), Порсгрун/Шијен (92.753), Кристијансанд (61.536), Олесунд (52.163) и Тенсберг (51.571). У градовима живи 75% становништва земље.
Број становника је од 1989. до 1994. растао брже (0,5%) него у почетку 1980-их година (0,3%). То је резултат у првом реду повећања природног прираста (2,0 ‰ од 1981. до 1983; 3,4 ‰ од 1991. до 1993), за разлику од већине европских земаља. Наталитет је 1993. године износио 13,7 ‰, (12,4 ‰ у 1981), морталитет 10,7 ‰ (10,2 ‰ у 1981), а инфантилни морталитет 5,9 ‰ (7,5 ‰ у 1981). У другој половини 19. века и почетком 20. века, Норвешка је имала висок природни прираштај, али број становника је растао споро због великог исељавања (иселило се око 750.000 људи, највише у Северну Америку). Становништво Норвешке је према демографским критеријумима старо. Према попису 1999. године 15% је било у доби до 14 година, 65% у доби 15—65 година и 20% старијих од 65 година; према званичним проценама за 2017. годину 19% је било у доби до 15 година, 66% у доби 16—66 година и 14,6% старијих од 67 година, што значи да је данашња популација нешто млађа.
Писменост у Норвешкој је 99%. Постоје два службена језика: норвешки букмол (ближи данском) и норвешки нинорск (ближи шведском). Оба језика су званично једнакоправна и у службеним списима једнако заступљена, док су према говорницима заступљени омјеру 86% —19% (број је већи од 100% јер неки подједнако добро говоре оба). Такође се и у школама уче оба. Како год, у пракси букмол броји далеко већи број говорника, а и управо се он најчешће учи када се норвешки учи као страни језик. Највећа аутохтона национална мањина у Норвешкој су Сами (Лапонци или Лапи) и има их око 20.000.
Главнину становништва чине Норвежани (75,49%), северногермански народ; на северу, на равњаку Финмарксвида живи 21.000 Самија (Лапонци) и 12.000 Финаца (Квени). Од странаца, који чине 18,2% становништва, највише је Швеђана (1,6%), Пољака (1,3%), Данаца (1,0%), Немаца (0,8%), Британаца (0,7%) и Пакистанаца (0,7%). Постоје и групе усељеника из Румуније, из Сомалије, са Тајланда, са Филипина, из Русије и из Ирака. Норвешка је током целе своје историје имала везе с другим земљама, па су у њу досељавали морепловци, трговци, рудари, грађевинари, али и јавни службеници. Већина досељеника потиче из суседних земаља. Многи су Норвежани потомци досељеника који су се тамо доселили пре више генерација. При поређењу с другим европским земљама, у Норвешку је у новије време доселило мало људи; стога је норвешко становништво доста хомогено. У многим деловима земље Норвежани још нису навикли на суживот с народима других култура.

### Највећи градови
Највећи градови са југа на север:
Ставангер · Фредерикстад · Драмен · Осло · Берген · Хамар · Флоре · Олесунд · Трондхејм · Мо и Рана · Боде · Нарвик · Харстад · Тромсе · Хамерфест · Вардо

## Религија
У средњем веку Норвежани су, као и остали Скандинавци, били следбеници германског паганства.
Највећи број Норвежана, 70,6% њих, данас су пак лутеранци (Црква којој аутоматски приступају рођењем); осталих протестаната и католика има око 1,7%, а остало су неопредељени. Норвешка црква има статус државне цркве и норвешки краљ је уједно био и њен поглавар до 2021. године, када је дошло до сепарације цркве и државе.
У новембру 2011. било је око 98.000 регистрованих католика у Норвешкој. Међутим, постоји доста католика који нису регистровани са својим идентификационим бројем; тако је реална бројка вероватно око 230.000 католика, од којих је 70% рођено ван граница Норвешке. Annuario Pontificio 2011. помиње број од 229.652 католика, што чини око 5% становништва и Норвешку ’најкатоличкијом’ земљом у Северној Европи.
Религијска припадност у Норвешкој (2019)

## Језик
У Норвешкој се говори 10 односно 11 језика, од којих су сви живи. Сам норвешки језик, као макројезик обухвата два индивидуална језика (букмол и нинорск) као представник германске групе. Осталих 9 језика су представници ромских, финских и лапонских група плус један мешани језик и један знаковни језик; то су: јужнолапонски, квенски фински, лулејсколапонски, норвешки знаковни језик, питејсколапонски, роди, севернолапонски, таврингерски ромски и влашки ромски.
Букмол говори око 85% популације Норвешке. Процењује се да у Норвешкој живи око 15.000 до 50.000 припадника народа Сами. Око 25.000 њих говори северносамским језиком, док су други самски језици угрожени и најчешће их говори свега неколико стотина људи.

## Култура

### Књижевници
- Хенрик Ибсен
- Ханс Анруд

### Ликовни уметници
- Едвард Мунк

### Музички уметници
- Едвард Григ
- Дими Боргир
- Марит Ларсен
- Marcus&Martinus

## Привреда
Норвежани имају шести највећи бруто домаћи производ (БДП) по глави становника (након Катара, Луксембурга, Сингапура, Брунеја и Кувајта). Норвешка већ дуго времена држи прво место на свету према ПОУНР-овом индексу хуманог развоја, и то осам година заредом (2000—2007) а потом седам година заредом (2009—2015). Трошкови живота у Норвешкој су око 30% виши него у САД и 50% виши него у Уједињеном Краљевству. Стандард живота у Норвешкој је међу највишима на свету. Часопис Форејн полиси сместио је Норвешку на последње место међу државама у распаду (енгл. Failed States Index) за 2009, просудивши да је Норвешка најстабилнија земља на свету и земља која најбоље функционише. Непрекидан извоз нафте и природног гаса, у комбинацији са здравом економијом и великим сакупљеним богатством, доводи до закључка да ће Норвешка у догледној будућности остати међу најбогатијим земљама света.
Норвешка економија пример је мешане економије, комбинација напредне капиталистичке социјалне државе, слободног тржишта и већинског удела државе у неким кључним секторима. Норвешка социјална политика омогућила је бесплатно јавно здравство (изнад одређеног нивоа), а родитељи имају 12 месеци плаћен породиљски допуст. Приход који држава има из природних извора укључује значајан допринос од производње нафте, те значајан и добро управљан приход везан уз овај сектор. Норвешка има веома низак број незапослених, тренутно од 4,3%; овај проценат се повећавао током последње деценије, а 2008. је био најнижи уопште и износио 2,3%. До 30% радне снаге запослено је у државном сектору, највише у ОЕСР-у. Од државе живи 22% становника, а 13% је неспособних за рад (највећи удео на свету). Ниво продуктивности по сату, као и просечна зарада по сату, највећи су на свету управо у Норвешкој. Вредности равноправности норвешког друштва осигуравају да разлика у плати између најниже плаћеног радника и председника управе у већини фирми јесте знатно мања ако се пореди са западним економијама. Држава је власник у кључним индустријским секторима, као што је стратешки нафтни сектор (Статоил и Акер солушонс), производња струје у хидроелектранама (Статкрафт), производња алуминијума (Норск хидро), највећа норвешка банка (ДНБ АСА) и телекомуникацијска компанија (Теленор). Овим великим компанијама влада контролише 30% деоница на берзи у Ослу.
Норвешка је велика поморска земља и има шесту највећу трговачку флоту на свету, са 1.412 сопствених трговачких бродова. Поседује знатне залихе нафте, природног гаса, минерала, шума, плодова мора, свеже воде и електричне струје из хидроелектрана. Највећи је светски произвођач нафте и природног гаса по становнику изван Блиског истока, а нафтна индустрија доноси око четвртину бруто домаћег производа. Велике залихе нафте и природног гаса откривене су шездесетих година 20. века, и то је довело до наглог развоја економије. Норвешка је постигла један од највиших стандарда живота на свету, захваљујући делимично и томе што има огромне количине природних ресурса с обзиром на број становништва. Норвешка је и други највећи светски извозник рибе (по вредности одмах након Кине) и шести највећи светски извозник оружја. Хидроелектране производе око 98—99% електричне струје у Норвешкој. Земља је задржала скандинавски модел социјалне заштите с општим здравственим осигурањем, субвенционисаним високим образовањем и свеобухватним системом социјалне заштите. Од 2000. до 2007. и од 2009. до 2015. године Норвешка је континуирано имала највећи развој људских потенцијала на свету.
Као чланица ЕАСТ од 1. јануара 1993. године прикључила се јединственом западноевропском тржишту, али на референдуму одржаном 1994. становништво је одбило пуноправно чланство у Европској унији. До открића великих налазишта нафте и земног гаса под Северним морем поткрај 1960-их година привреда се темељила на рибарству и производњи енергетски захтевних индустријских производа, као што су алуминијум и остали обојени метали, те вештачка ђубрива. Као скандинавска земља, највећи нагласак у својој економији даје интеграцији у Европски економски простор, у којем годишње размењује робу у вредности од близу 50 милијарди америчких долара. Значајан је извозник нафте, деривата, хемикалија, дрвета, папира, поморских услуга, бродова, те бакалара и других прехрамбених производа. Главни трговачки партнери су јој Уједињено Краљевство, Шведска, Немачка и САД. С чланицама ЕАСТ остварује 17% извоза и 25% увоза, а са земљама ЕУ 65% извоза и 48% увоза. Норвешка круна је у свом курсном прилагођавању везана за ₠, дефакто за немачку марку, па је од почетка 1990-их и норвешка монетарна политика чврсто усклађена с политиком немачке Бундесбанке. Монетарна стабилност и либерализована привреда привукле су у 1990-има многе стране улагаче, те су 1993. цене дионица на берзи у Ослу порасле за 60%.

### Пољопривреда
Норвешка има само 939.000 ha њива и трајних насада, што заузима 2,9% површине; и 130.000 ha травњака и пашњака, што заузима 0,4% површине. Због неповољних природних услова пољопривреда је размерно скромна, премда је веома важна због насељености северног подручја и целе регије, тако да ужива потпору државе (око 150.000 kr државних субвенција по поседу на годину). Осим државне субвенције, пољопривредни производи имају апсолутну предност на домаћем тржишту, јер је увоз допуштен само кад нема домаће понуде. Упркос томе број сеоских поседа се последњих деценија смањио; 1959. их је било 200.000, а 1995. само 83.000; и даље су размерно мала, у просеку величине 10,2 ha. Бројни имају додатни извор прихода у шумарству и рибарству. Пољопривреда је изразито усмерена на сточарство, за које производе велик део крме на њивама. Главна пољопривредна подручја су у речним долинама у широј околини Осла, уз јужну обалу и у дну већих фјордова.
Главни производи су јечам, којег се годишње произведе 645.000 t; и зоб, које се годишње произведе око 380.000 t за сточну храну. Од културних биљака издвајају се пшеница, раж, кромпир и уљана репица. На југу производе и приличне количине поврћа. Сточарство је најважнија грана пољопривреде, пре свега млечно и месно говедарство, те овчарство; има 1,33 милиона грла говеда и 2,4 милиона оваца. У северном и западном делу земље прилично је раширен узгој крзнаша, највише поларне и плаве лисице, те америчке куне. На крајњем северу Сами (Лапонија) узгајају собове, којих у Норвешкој има око 150.000.

### Рибарство
Норвешка има бројне погодности које становништву омогућавају бављење риболовом. Велик број фјордова, који задиру дубоко у копно, погодна су места за мрешћење риба. Дно мора уз обалу прекривено је муљем, што је повољан фактор за развој ситних морских организама који су храна рибама. Рибарска флота има 14.200 рибарских бродова; број рибара опада, нарочито оних за које је рибарство само допунска делатност: има их око 23.000. Улов је 1995. износио 2,63 Mt рибе, што државу чини 10. на свету по количини улова. Главне рибарске луке су Трондхејм, Хамерфест, Берген, Олесунд и друге. У северним деловима, пре свега на Лофотима, преовладава лов на бакаларе. Јужније лове највише слеђеве, а на подручју Ставангера на југу срделе. Уз то се још лове лососи, шкампи и шкољке. На захтев Међународне комисије за китолов, Норвешка је 1986. престала да лови китове; године 1992. упркос међународним просведима китолов поново почиње. Све се више уводи марикултура, и то у првом реду узгој лососа и пастрмки.

### Шумарство
Норвешка има 88.100 km² шума, односно 24% површине; од овога је 80% игличастих и 20% лиснатих. Производња дрвета износи 9,04×106 m³, што није довољно за потребе домаће индустрије. Више од четвртине шума у приватном је власништву и оне су као примарни или секундарни извор прихода од великог значаја за бројне сеоске поседе. Норвешка је у прошлости имала пуно више шума, али како се секло а није се бринуло за обнављање велике површине шумског тла су се претвориле у баре и мочваре. Данас држава улаже велика средства у узгој шума, пошумљавање и изградњу шумских путева.

### Рударство и енергетика
Након откривања нафте и природног гаса у Северном мору (1969) и почетка тржишног искоришћавања (1971), Норвешка је још 1975. постала извозница а данас пети највећи извозник нафте и трећи извозник природног гаса у свету. Године 1997. је произвела 160,8 Mt нафте и 45,6×106 m³ природног гаса. На свим досад откривеним пољима јужније од 62 °CГШ (Екофиск, Елдфиск, Валхал, Ула Гида и Код усред Северног мора, те Сноре, Статфјорд, Гулфакс, Трол, Каб, Осеберг и Фрига између западних и Шетландских острва) Норвешка има око 1,4% светских залиха нафте и 1% светских залиха природног гаса. Ово гориво је изврсне каквоће и лежи у политички веома стабилном делу света. За целокупну привреду важна је била одлука да Норвешка неће битно повећати производњу, тако да ће залихе достајати још дуги низ година. Претпоставља се да се богата налазишта налазе и у Баренцовом мору, но засад с Русијом нису успели склопити споразум о разграничењу тамошњег континенталног појаса. Подморско богатство искоришћава 6 нафтних компанија, од којих је највећа државна Статоил (55% производње). Природни гас подморским гасоводима непосредно извозе у Немачку (терминал Емден), Белгију (терминал Зебруге) и Велику Британију (терминал Ст. Фергус у Шкотској), а за домаћу употребу до терминала Корсте код Ставангера и Колсхес код Бергена. Нафту транспортују подморским нафтоводима до терминала Монгстад северно од Бергена и Тиспорт у Великој Британији, а делимично је и танкерима превозе до рафинерије у Ставангеру. Гасовод Лангелед који иде по дну мора из Норвешке у Уједињено Краљевство други је гасовод природног гаса по дужини на свету. Средиште нафтне и производње гаса је Ставангер, где се налазе средишта компанија и исходишта за опскрбу платформи. Производњом минералних гнојива у изванредно тешким условима Норвешка је постала водећа у технологији изградње нафтних и гасних платформи.
Рударство у Норвешкој развија се од почетка 16. века и тада се првотно односило на ископавање железне руде, што траје до почетка 19. века када се у томе појавила велика конкуренција. Важан фактор у том погледу било је таљење руде, које се вршило уз помоћ дрвеног угљена, што је било врло скупо. Данас Норвешка вади око 1,55 Mt железа у руди, а највише га има у Малмеу и Редсанду. Од других руда помена су вредни бакар, којег има у Трондхејму, Реросу и на Сулителмеу, сребро код Конгсберга, титанијум код насеља Ејгерсунд, те никл и манган. Око Ослофјорда наилази се на различите врсте камена, као што су гранит, дијабаз, сијенит и порфир.
Што се тиче енергетике, инсталирана снага свих електрана износи 27.498 MW и то готово искључиво у хидроелектранама, јер оне дају 98—99% електричне енергије. Норвешка има 23% воденог потенцијала Европе. Тај потенцијал је искоришћен већ 60%, јер имају изузетно повољне могућности за добијање електричне енергије (обилне падавине, вештачка односно акумулациона језера, језера на насељеним фјелима те хидроелектране у фјордовима). Део енергије се искоришћава у енергетски интензивнијој индустрији, а део се у оквиру удружења Нордел извози у Шведску, Данску и Њемачку.

### Индустрија
Индустрија је у Норвешкој почела да се снажније развија у 19. веку. Само неколико грана данашње индустрије потиче из претходних векова. Најраније су се развиле индустрије које прерађују домаће сировине, као што су индустрија рибе, железа и дрвета. Данас се норвешка индустрија дели на енергетски захтевну тешку индустрију (распоређену по фјордовима у непосредној близини хидроелектрана) и радно интензивну индустрију која је углавном на ширем подручју Осла, у Бергену и Трондхејму. Индустрија железа је цвала још почетком 17. века, када се за добијање овог метала користио дрвени угљен у високим пећима, а тек почетком 20. века уместо дрвеног угља електрична енергија; настају топионице у Ставангеру и Ослу. Нешто се жељезне руде извози, а добар део користи у црној и обојеној металургији уз бакарну и титанијумову руду, магнезит, као и боксит (алуминијум) који делимично увозе. Најважнија је производња алуминијума у великим фабрикама у Мушеену, Сундалсери, Ордалу, Хеијангеру, Кармеију и Листи. Остала обојена металургија налази се у Сулитјелми и у Кристијансанду, где се производи цинк и бакар. У Норвешкој има и дрвне индустрије, за коју има највише сировине у шумама јужне Норвешке. Балвани се од тамо допремају сплаварењем до ушћа или до доњег тока река, где их преузимају пилане, стругаре и фабрике које их прераде у веома квалитетну и јефтину механичку и хемијску дрвену масу. Од ње се производи папир, бродови и намештај. По броју запослених најважнија је прехрамбена индустрија, у којој је запослено 50.000 људи. На првом месту је прерада рибе тј. сушење бакалара и конзервисање ситне рибе на чијем усавршавању раде бројни стручњаци. Конзервисана риба се у великим количинама извози у Немачку, Аустрију, Чешку, Словачку, Пољску и Мађарску. Од друге прехрамбене индустрије истиче се прерада млека у сир и маслац врхунске квалитете, производња пива и чоколаде. Производе и дуванске производе за које се сировине морају увозити. Текстилна индустрија се базира претежно на увезеним сировинама, док хемијска индустрија производи калцијум-карбид и вештачки азот у фабрикама у Нотодену и Рјукану. На другом месту по броју запослених је графичка индустрија, са 36.000 делатника, а на трећем машинство са 22.000 радника.

### Саобраћај
Норвешка има велике потешкоће у изградњи путева због природних препрека. Само један такав пример су фјордови који продиру дубоко у копно. Ипак, веза између запада и истока била је нужна — што ради превожења људи и робе до важнијих атлантских лука, што ради туризма. Данас укупна дужина путева у Норвешкој износи 90.269 km, од чега их је 70% са савременим коловозом а 500 km чине двотрачни и четворотрачни ауто-путеви.
Што се тиче железничког саобраћаја, Норвешка има 3.999 km железничке пруге — од чега су 2.422 km електрифицирана, а размак између шина износи 1.435 mm. Најважније је железничко чвориште Осло, из којег воде пруге према Шведској, Ставангеру, Бергену и на север преко Трондхејма до Бодеа. За извоз Шведске железне руде изузетно је важна железничка пруга од Кируне до луке Нарвик. Већином железницама управљају Норвешке државне железнице (Norges Statsbaner, NSB), које су у целости у власништву државе; 65 km пруге је у власништву пет приватних предузећа.
Важан облик саобраћаја у Норвешкој је и бродски саобраћај. У два норвешка бродска регистра 1997. године је било регистровано 1.138 трговачких бродова носивости 32,86 Mt. Да би се смањио бег норвешких бродова под туђе заставе, осим Норвешког државног регистра, године 1987. је основан и Норвешки међународни регистар (Norway International Shipping Register) у којем су на снази знатно блажи услови пословања. Због дугогодишње кризе у класичном превозништву, бројни норвешки бродари су се успешно специјализовали за делатности повезане са искоришћавањем нафте и земног гаса у мору, као што су опскрба платформи, ронилачки бродови, бродови за градњу подморских нафтовода и гасовода, покретне нафтне платформе и сл.
Највеће луке су Осло, Тенсберг, Порсгрун, Стравангер, Берген, Трондхејм те Мо и Рана, као и Нарвик (утовар шведске железне руде) и Крикенес (утовар норвешке железне руде). Веома је важна и обална пловидба, пре свега тзв. Хуртигруте између Бергена и Киркенеса (око 2.500 km) — свакодневна и целогодишња путничка и теретна веза између 30 обалних насеља. Бројни мањи трајекти повезују обале дубоких фјордова и острва с континентом, а велики трајекти Норвешку с Данском (Кристијансанд—Хиртсхалс, Фредериксхавн—Осло) и Великом Британијом (Њукасл-Ставангер). Последњи саобраћаја који не треба изоставити је ваздушни саобраћај. Норвешка има 38 аеродрома с редовним путничким линијама. Међународни аеродроми су Осло (Форнебу), Берген (Флесланд) и Ставангер (Сола). Највећи ваздушни превозник је Дет Норске луфтфартселскап (ДНЛ), један партнера у Скандинавијан ерлајнс систему (САС). Одмах иза њега следи превозник САФЕ (Братхенс Саут-Американ и Фар ист ертранспорт).

## Природне и културне знаменитости
Норвешка има бројне културне и природне знаменитости, што је допринело развоју туризма. Године 1996. Норвешку је посетило 3,3 милиона страних туриста, највише из Швајцарске, САД, УК и Немачке. Најпривлачнија су крстарења по фјордовима, планинарење, сплаварење на дивљим водама и скијање. Неке од најважнијих природних и културних знаменитости су:
- Алта, град у северној Норвешкој на ушћу реке Алте у Алтафјорд. У њему се проналази око 3.000 преисторијских цртежа на стенама (петроглифи) из 4200—500. п. н. е., које су део Унескове Светске баштине.
- Берген, други највећи град у Норвешкој, у заливу Бифјорд. У луци је стара трговачка четврт Бриген или Тискебриген (Немачко пристаниште) са старим трговачким кућама и Ханзеатским музејем, који је део Унескове Светске баштине; некадашња тврђава Бергенхус на улазу у луку, Маријина црква из 12. века, Тролдхауген (кућа композитора Едварда Грига) и музеј на отвореном Гамле Берген. Ово је један од најстаријих али и најмодернији град Норвешке. Некада је био највећи и најживахнији норвешки град, а од 1445. до 1545. и немачка колонија. По својој духовној култури сврстава се одмах иза Осла.
- Геирангерфјорд, један од најсликовитијих фјордова у Норвешкој, с најлепшим видицима с врха Далсниба (1.495 m) те спуштањем у фјорд по Геирангерској цести. Такође је позната живописна Орлујска цеста (Ерневеијен) из Геирангера у Нордалсфјорд. То је простор непогодан за насељавање, али нешто становништва ипак има. Куће су саградили на терасама у висини 600–800 m.
- Национални парк Хардангервида, на истоименој висоравни, који има површину 3.400 km². Красе га бројна планинска језера, пространи равњаци горске тундре, те слап Верингфос висок 183 m.
- Хедал, највећа древна црква у Норвешкој, у близини Нотодена у округу Телемарк. Саграђена је око 1250. године, с богатим резбаријама и зидним сликама.
- Национални парк Јостедалсбрен, те највећи глечер Јостедалсбрен на европском континенту, површине 487 km². Налази се у планинама између Согнефјорда и Нордфјорда, на надморској висини 1.000—2.000 m. Представља до 500 m дебелу ледену масу коју чини 26 глечера и која се спушта у суседне долине.
- Карашок, предео у северној Норвешкој, уз реку Карашока близу границе с Финском. Ово је Лапонско средиште с парламентом Самија, информативним центром и музејем Самија. Јужно од предела налази се Национални парк Евре Анарјека, на пространој висоравни с тундром и великим тресетиштима. Површина му је 1.290 km².
- Лилехамер, град на северном крају језера Мјеса на реци Гудбрандсдалслеген (или Леген). Представља велики центар зимских спортова и поприште XVII Зимских олимпијских игара (1994). Такође га краси музеј на отвореном, Маихауген, са старим кућама из целе Норвешке.
- Хамерфест, најсевернији град Европе а неки га сматрају и најсевернијим градом света; на острву Квалеи. Налази се 70º 39′ СГШ и важна је рибарска лука и полазиште за Нордкап. Сунце овде не излази од 17. маја до 28. јула, па је град лети веома живахан. Вегетација је врло оскудна, тако да на градском тргу успева једва неколико стабала. У граду се налази фабрика која од бакалара производи рибље уље па од тога цели град неугодно заудара.
- Лофоти (Лофотен), низ горовитих острва испред Норвешке обале, са купастим врховима и сликовитим рибарским насељима у заливима. Нека од најпознатијих су Ауствогеи са центром у Сволваеру (живописни Тролфјорд), Вествагеи и Москенесеи.
- Рерос, рударски град у унутрашњости средње Норвешке, на реци Реа. Красе га старе рударске куће из 17. и 18. века, рударски музеј, рудник Кристијанус сехтус који је могуће разгледати. Цели град је заштићен као део Светске баштине Унеска.
- Национални парк Салтфјелет—Свартисен у северној Норвешкој, површине 2.102 km². Налази се на истоименој висоравни, на надморској висини 1.200—1.400 m, с бројним глечерима (нпр. Свартисен) и кршким спиљама (туристичка спиља Гренли).
- Нордкап (Северни рт), рт на острву Магереи, на крајњем северу Европе (71° 10′ 21″ СГШ), премда се још северније пружа оближњи рт Книвскјелоден. Ово је веома отмено туристичко одредиште, доступно путем из Хонигсвога. Сунце не залази од 14. маја до 30. јула.
- Ставангер, град на југозападној обали који је центар за опскрбу нафтних платформи на отвореном мору. Стара је градска језгра с дрвеним кућама и романичком катедралом из 11. века.
- Трондхејм, град на јужној обали Трондхејмфјорда. До 13. века је био престоница норвешких краљева. Туристичка је атракција велебна катедрала с грбом Светог Олава, у којој се од 1814. године круне норвешки краљеви. Познат је и упечатљиви мост Гамле Бибро (Биброа).
- Урнешка дрвена црква на фарми Орнес, на источној обали Лустрафјорда, северног рукавца Согнефјорда. Овде се налази једна од најстаријих древних цркава из 11. века, која је као и цело село део Унескове Светске баштине.[33]